# Sein Name war Franziskus
Sein Name war Franziskus ist ein zweiteiliger italienisch-deutscher Fernsehfilm aus dem Jahr 2014. Das Drehbuch rekonstruiert die Lebensgeschichte des heiligen Franz von Assisi und die Anfänge seiner Ordensgemeinschaft, der Franziskaner.
Die Regie des Films übernahm die Italienerin Liliana Cavani, für die es bereits der dritte Film über Franziskus ist (nach 1966 und 1989). Cavani selbst bezeichnet diesen Film auch als Remake ihres Films Franziskus aus dem Jahr 1989 – damals mit Mickey Rourke in der Hauptrolle.

## Handlung
Franziskus wächst als Sohn des wohlhabenden Kaufmannes Pietro di Bernardone in Assisi heran. Wie viele junge Männer muss auch er in den Krieg gegen Perugia ziehen und empfindet dies zunächst auch als Abenteuer. Franziskus gerät in Gefangenschaft, aus der ihn sein Vater freikaufen muss. Er kehrt verändert zurück, empfindet all den Reichtum seines Vaters als zunehmende Belastung. Er beginnt sich mit den Armen zu solidarisieren, besucht Aussätzige und freundet sich mit Klara an, die ebenfalls einen bescheidenen Lebensstil sucht.
Gemeinsam mit anderen Frauen und Männern bauen sie die kleine Kirche San Damiano wieder auf und beginnen den Menschen von Jesus Christus zu erzählen. Immer mehr Menschen folgen dem Orden der Minderen Brüder. Dies wird sogar Papst Innozenz III. in Rom zugetragen, der die Gemeinschaft empfängt und ihnen den Segen erteilt, die Botschaft Christi in Armut und Bescheidenheit zu predigen.

## Hintergrundinformationen
Gedreht im italienischen Spoleto ist Sein Name war Franziskus eine Neuverfilmung, die zum einen fast Bild für Bild den Film von 1989 wiedergibt; zum anderen aber Neuinterpretationen zulässt.
Für etwas unglücklich kann durchaus die Wahl des deutschen, zum Zeitpunkt der Dreharbeiten 32-jährigen Schauspielers Ludwig Blochberger in der Rolle von Papst Innozenz III. angesehen werden. Innozenz III. – einer der bedeutendsten Päpste des Mittelalters – war Anfang 20, als Franziskus in Assisi erst geboren wurde. Als er dann auf Franziskus traf, war er 49 Jahre alt. Der Altersunterschied zwischen beiden Männer betrug rund 29 Jahre. Im Film wirken Blochberger und Mateusz Kościukiewicz relativ gleich alt. Auch war Kardinal Ugolino, der Neffe von Papst Innozenz und spätere Papst Gregor IX., sieben Jahre jünger als Innozenz. Benjamin Sadler, der Darsteller von Kardinal Ugolino, wirkt jedoch deutlich älter als Ludwig Blochberger.

## Synchronisation
| - Franziskus: Louis Friedemann Thiele - Klara: Stephanie Kellner - Elias: Stefan Günther - Ugolino: Benjamin Sadler - Pica di Bernardone: Tinka Kleffner - Pietro di Bernardone: Thomas Danneberg - Leone: Maximilian Laprell - Ruffino: Jakob Riedl - Pietro Catanii: Max Felder - Pelagius von Albano Erich Ludwig - Silvestro: Martin Umbach | - Agnese: Ilena Gwisdalla - Illuminato: Felix Mayer - Angelo: Patrick Roche - Bernardo di Quintavalle: Oliver Scheffel - Guido: Patrick Roche - Raniero: Kai Taschner - Rechtsanwalt: Gerhard Jilka - Masseo: Leonard Hohm - Alina: Katharina Schwarzmaier - Papst Innozenz III.: Ludwig Blochberger |